# John K. Lawson

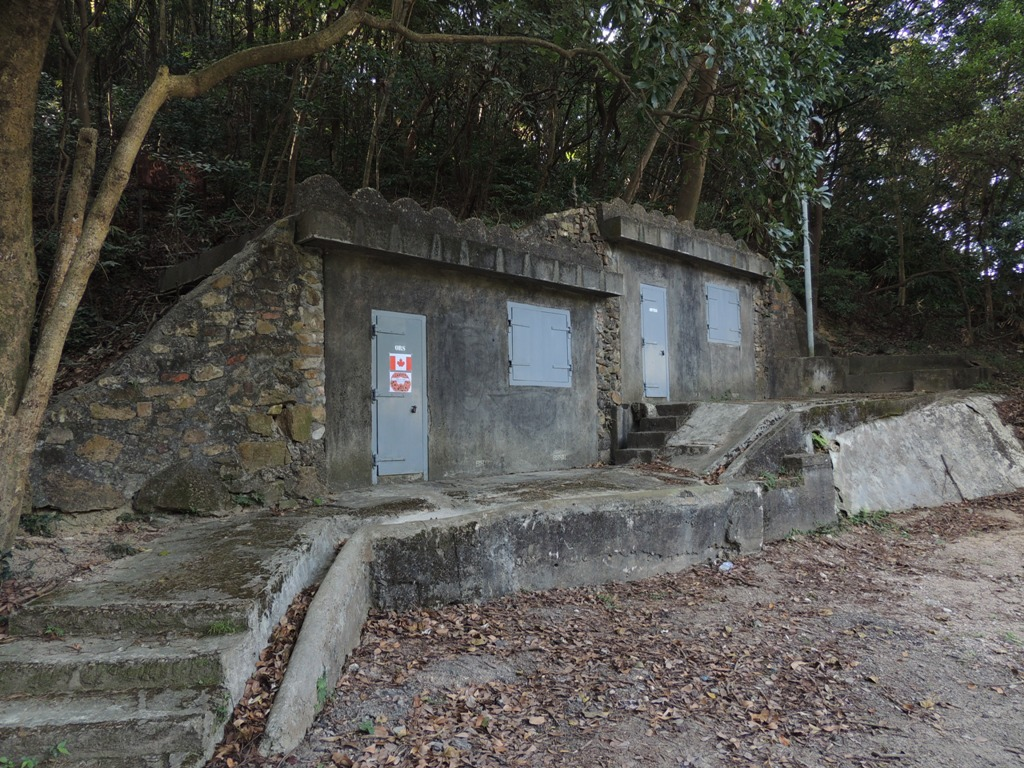
Bunker nord des quartiers généraux de la brigade ouest à Wong Nai Chung Gap à Hong Kong.

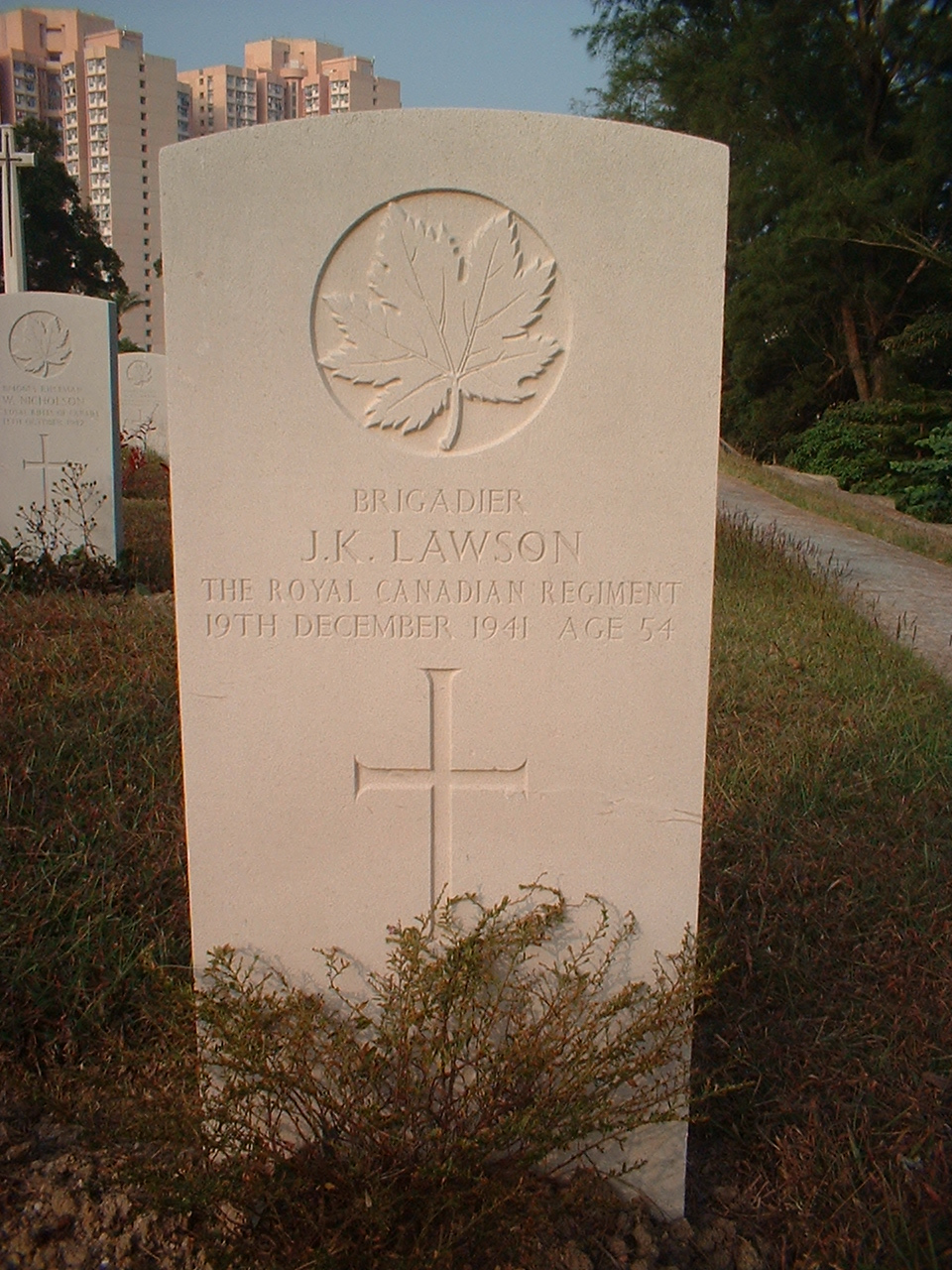
Pierre tombale du général de brigade J.K. Lawson au cimetière de guerre de Sai Wan.

Le général John Kelburne Lawson (27 décembre 1886 - 19 décembre 1941) est un officier militaire canadien qui fut commandant de la brigade ouest durant la bataille de Hong Kong de 1941. En tant que général de brigade, il est l'officier le plus gradé à être tué pendant la défense de la ville, et le soldat canadien tué au combat le plus gradé de la Seconde Guerre mondiale.

## Biographie

### Jeunesse et formation
Né à Hull en Angleterre, Lawson émigre à Edmonton en 1914 où il travaille comme employé pour la compagnie de la Baie d'Hudson. Il s'enrôle dans le corps expéditionnaire canadien au début de la Première Guerre mondiale et intègre le 9e bataillon (en), tout en rejoignant à divers moment la 1re brigade canadienne de mitrailleuses et le quartier général du corps. Bien qu'on lui attribue souvent à tort une croix militaire pour ses actes à la bataille de Passchendaele ou à la bataille de la Somme, il reçoit par deux fois une citation militaire britannique, ainsi que la croix de guerre française. Il devient soldat en 1914 et atteint le grade d'adjudant de première classe avant sa mise en service. Il a le grade de capitaine à la fin de la guerre.
Il rejoint la milice active permanente (en) durant l'entre-deux-guerres et occupe diverses positions à Calgary, Kingston, Toronto, et Ottawa. Il est formé au collège d'état-major à Quetta en 1923–1924 et est posté au bureau de la Guerre de Londres en 1930.
Au moment où la Seconde Guerre mondiale éclate, il est directeur de l'instruction militaire à Ottawa. Il reçoit le commandement des Royal Rifles du Canada, des Grenadiers de Winnipeg (en), et des autres unités de renfort canadiennes arrivées à Hong Kong le 16 novembre 1941 pour renforcer la garnison britannique avant l'invasion japonaise (8–25 décembre 1941).

### Bataille de Hong Kong
Après que les forces défendant Kowloon se soient retirées sur l'île de Hong Kong le 11 décembre 1941, le général Christopher Maltby organise la défense de l'île en deux brigades, à l'ouest et à l'est. Lawson est chargé de la brigade ouest, qui comprend les Grenadiers de Winnipeg, les Royal Scots, le régiment du Pendjab (en) et les signaleurs canadiens. Les Japonais débarquent sur l'île le 18 décembre avec l'intention de couper la défense en deux. Après de violents combats, les forces japonaises encerclent le quartier général de Lawson vers 10 heures du matin le 19 décembre. Lawson informe ses commandants par radio qu'il « sort pour se battre » et quitte sa casemate avec un pistolet dans chaque main. Il est tué dans le combat qui suit,,.
Lorsque les Japonais trouvent son corps, ils lui donnent une sépulture militaire à proximité de Wong Nai Chung Gap par respect pour son courage. Un aumônier est autorisé à retirer le bracelet d'identification en argent de Lawson et le conserve pendant quatre ans alors qu'il est prisonnier de guerre avant de le rendre à la famille de Lawson au Canada. Pendant ce temps, Hong Kong n'est libéré que le 16 septembre 1945, plus d'un mois après les bombardements atomiques d'Hiroshima et de Nagasaki.
Lawson est réinhumé au cimetière de guerre de Sai Wan après le conflit. La pierre tombale originale est détruite et une plaque commémorative est érigée par le gouvernement canadien sur le site en 2005.

## Vie privée
Lawson se marie avec Augusta Hawkesworth Wilson en 1930 et a deux fils avec elle, Arthur John (né en 1934) et Michael Ivan (né en 1936).
Sa famille a fait don de ses médailles à l'institut militaire royal canadien (en).